# Bela (Monção)
Bela é uma povoação portuguesa sede da Freguesia de Bela do Município de Monção, freguesia com 4,22 km² de área e 596 habitantes (censo de 2021), tendo, por isso, uma densidade populacional de 141,2 hab./km².

## Demografia
A população registada nos censos foi:
| Distribuição da População por Grupos Etários | Distribuição da População por Grupos Etários | Distribuição da População por Grupos Etários | Distribuição da População por Grupos Etários | Distribuição da População por Grupos Etários |
| -------------------------------------------- | -------------------------------------------- | -------------------------------------------- | -------------------------------------------- | -------------------------------------------- |
| Ano                                          | 0-14 Anos                                    | 15-24 Anos                                   | 25-64 Anos                                   | > 65 Anos                                    |
| 2001                                         | 98                                           | 79                                           | 331                                          | 177                                          |
| 2011                                         | 81                                           | 65                                           | 340                                          | 212                                          |
| 2021                                         | 56                                           | 58                                           | 276                                          | 206                                          |

## Património
- Igreja Paroquial de Bela;
- Capela de São Bento, na Torre.